# ナショナル航空967便墜落事故
ナショナル航空967便墜落事故（ナショナルこうくう967びんついらくじこ）は、メキシコ湾上空でアメリカ合衆国の民間旅客機が消息を絶った航空事故である。
十分な証拠が得られず立件できなかったが、飛行中に何者かによって爆破されたものと考えられている。

## 事故の概要
1959年11月15日、ナショナル航空967便は、現地時間の午後11時32分にフロリダ州のタンパ国際空港を離陸した。967便は夜行便でニューオリンズ経由でロサンゼルスに向う飛行計画であった。このレシプロ旅客機は、巡航高度14000フィート（4300m）を飛行してニューオリンズに向かっていた。967便からの通信では天候条件に問題ないとしていたが、これが最後の通信となった。
翌日16日午前0時55分ごろ、967便はニューオリンズの東南東約190kmのメキシコ湾（北緯29度13分、西経88度40分）で管制レーダーから消えた。徹底的な捜索が行われ、海面に漂っていた搭乗者10人の遺体の全部または一部と機内装備品の残骸は発見されたが、行方不明の32名と機体の主要部分は見つからなかった。

## 原因
この事故では早い時点で、機内に仕掛けられた爆発物による事件の可能性が指摘されていた。実際に機体は飛行中に破壊されたと見られること、また遺体の中には焼け焦げたものがあったためである。しかしながら、意図的なものと実証できるだけの物的証拠を見つけられなかった。
この事故の被疑者として強く疑われたのが、967便に搭乗していたはずの自然療法医、ロバート・ヴァーノン・スピアーズであった。彼は同便に搭乗する予定であったが、ウィリアム・テイラーという別の男性を搭乗させ、事故後行方をくらませていた。事故から2ヵ月後の1960年1月に、スピアーズはアリゾナ州フェニックスでテイラーの車を不法に所有していた容疑で逮捕された。彼は保険金詐欺を企ててテイラーを脅迫して搭乗させ、爆破装置も（彼に知らせずに）機内に持ち込ませて、証拠を回収するのが困難な洋上で爆破したという疑惑が持ち上がったが、物的証拠は得られず、事故について立件されることはないまま釈放された。
テイラーにかけられていた保険金は、スピアーズの妻に支払われた。その後、スピアーズは1969年5月2日にテキサス州で死亡した。